# April Pearson
April Janet Pearson (Brístol, Inglaterra; 23 de enero de 1989) es una actriz británica.

## Biografía
Pearson nació y creció en Bristol. Asistió a la Colston's Girls' School en el área de Montpelier de Bristol, donde en 2007 fue nombrada directora,  y fue miembro de la Bristol Old Vic Young Company.  Sus padres habían trabajado anteriormente en la industria de la televisión.  
Pearson se sintió atraída por la actuación desde muy joven y apareció en producciones teatrales locales cuando era niña. Hizo su debut actoral en 1998 a la edad de nueve años en la serie dramática médica Casualty, y obtuvo un mayor reconocimiento por su papel adolescente de Michelle Richardson en la serie dramática para adolescentes E4 Skins (2007-2008),  para por la que fue nominada al premio Golden Nymph a la mejor actriz en una serie dramática en el Festival de Televisión de Montecarlo. 
Más tarde hizo su debut cinematográfico cuando participó en la película de comedia y terror del director Jon Wright, Tormented (2009). Intervino en Suspension (2009)  y en Negative Space (2009).
Su transición al cine independiente y de terror comenzó con la película de terror Fractured (2016), seguida de Caught (2017), por la que obtuvo elogios de la crítica por interpretar a la Sra. Blair, la mitad de la pareja antagónica.  Su papel de Amy en Dark Beacon (2017) le valió dos premios a la Mejor Actriz en los festivales de cine American Horror y Upstate NY Horror. 
Pearson participó en la campaña "Lost for Words" de Channel 4, una temporada de programas de campaña para que los niños lean, en la que lee en voz alta Kasper in the Glitter de Philip Ridley .   Es una admiradora del cine español y de las obras de Pedro Almodóvar,  y habla muy bien de la serie Noughts and Crosses de Malorie Blackman .  Tiene su sede en Brighton .  En 2014, Pearson fundó Laboratory Theatre Company con el director de cine Jamie Patterson.  The Laboratory Theatre es una productora dedicada a fusionar teatro y cine.  Pearson comenzó una relación con Patterson, luego de que se conocieron en el set de Home for Christmas (2014).  Pearson y Patterson se casaron en 2017.  Desde 2020, Pearson ha presentado un podcast informal basado en entrevistas a celebridades llamado ¿Eres Michelle de Skins? ;  El primer episodio se grabó el 6 de julio y se transmitió en Instagram .   
El 8 de diciembre de 2021, Pearson anunció que estaba embarazada de su primer hijo. 

## Filmografía
| Año  | Título             | Rol              |
| ---- | ------------------ | ---------------- |
| 2009 | Tormented          | Natasha Cummings |
| 2014 | Home for Christmas | Beth Prince      |
| 2015 | Age of Kill        | Lexi             |
| 2015 | Tank 432           | Annabella        |
| 2016 | Fractured          | Rebecca          |
| 2017 | Caught             | Mrs. Blair       |
| 2017 | Dark Beacon        | Amy Wilcock      |
| 2018 | Tucked             | Lily             |
| 2018 | Tracks             | Lucy             |
| 2021 | Sideshow           | Eva              |
| 2021 | The Kindred        | Helen Tullet     |
| 2023 | God's Petting You  | Advisor Sue      |

### Televisión
| Año       | Título        | Rol                 | Notas |
| --------- | ------------- | ------------------- | --- |
| 1998      | Casualty      | Girl                | Episodio: Internal Inferno: Parte 1 Episodio: Internal Inferno: Parte 2                                   |
| 2007–2008 | Skins         | Michelle Richardson | Rol principal; temporada 1 y 2 Nominada– Golden Nymph Award for Outstanding Actress - Drama Series (2008) |
| 2008      | Casualty      | Karen Shevlin       | Episodio: "To Thine Own Self Be True"                                                                     |
| 2011      | Casualty      | Grace Fitch         | Episodio: "Starting Out"                                                                                  |
| 2013      | Dates         | Liz                 | Episodio: "Mia & David"                                                                                   |
| 2013      | Comedy Feeds  | Kate                | Episodio: "Bamboo"                                                                                        |
| 2013      | Casualty      | Amy Godley          | Episodio: "The Memory of Water"                                                                           |
| 2014      | Uknown Heart  | Secretaria          | Telefilm                                                                                                  |
| 2015      | Suspicion     | Angie               | Episodio: "Designing Murder"                                                                              |
| 2018      | Wars          | Aida                | Serie |
| 2018      | Kiss Me First | Polly               | Episodio: "Make it Stop"                                                                                  |
| 2020      | Star Dogs     | Cass Rio            | Telefilm                                                                                                  |
| 2020      | Disconnected  | Abi                 | Miniserie                                                                                                 |
| 2021      | Doctors       | Chloe Shapley       | Episodio: "Fifty-Fifty"                                                                                   |

### Cortometraje
| Año  | Título                                                     | Rol                 | Notas                                   |
| ---- | ---------------------------------------------------------- | ------------------- | --------------------------------------- |
| 2007 | Skins: Secret Party                                        | Michelle Richardson | Dirigido por Owen Harris                |
| 2007 | Unseen Skins                                               | Michelle Richardson | Dirigido porNicholas Hoult; 5 episodios |
| 2007 | Skins: The Lost Weeks                                      | Michelle Richardson | 3 episodios                             |
| 2011 | Will You Marry Me?                                         | Anja                |                                         |
| 2012 | My Brother's Keeper (Or How Not To Survive The Apocalypse) | Jess                |                                         |
| 2014 | Circle of Truth                                            | Gen                 |                                         |
| 2014 | The Engagement                                             | Kate                |                                         |
| 2014 | Working It Out                                             | Gen                 | Secuela de Circle of Truth              |
| 2016 | Cuttings                                                   | Gemma               |                                         |
| 2020 | One Year Later                                             | Katy                |                                         |
| 2022 | Flipit: Sticky Party                                       | Ruby                |                                         |

### Videos musicales
| Año  | Artista     | Título          |
| ---- | ----------- | --------------- |
| 2015 | The Wombats | "Greek Tragedy" |

## Teatro
| Año  | Título                          | Rol        | Notas                     |
| ---- | ------------------------------- | ---------- | ------------------------- |
| 2009 | Suspension                      | Jemma      | Bristol Old Vic, Bristol  |
| 2009 | Negative Space                  | Callie     | New End Theatre, Londres  |
| 2015 | Threesome                       | Lucy       | Brighton Fringe, Brighton |
| 2018 | The Case of the Frightened Lady | Isla Crane | Theatre Royal, Windsor    |